# デアンドレ・イェドリン
デアンドレ・ロセル・イェドリン（DeAndre Roselle Yedlin, 1993年7月9日 - ）は、アメリカ合衆国ワシントン州シアトル出身のサッカー選手。メジャーリーグサッカー・FCシンシナティ所属。アメリカ合衆国代表。ポジションはDF。

## 経歴

### シアトル・サウンダーズ
地元シアトルのシアトル・サウンダーズFC下部組織からトップチームに昇格し、2013年にMLSオールスターチームに選出された。2014 FIFAワールドカップでのプレーが評価され、セリエAのASローマとプレミアリーグのトッテナム・ホットスパーFCが獲得に名乗りを上げ、同年8月13日にトッテナムへの移籍が発表された。契約は4年間だが、2015年夏まではシアトル・サウンダーズFCに留まることになった。

### トッテナム・ホットスパー
右サイドバックのレギュラーを務めるカイル・ウォーカーの負傷もあって、2014年12月23日にイェドリンを本来の予定より半年早めて1月に合流させることを発表した。
2015年9月1日、サンダーランドAFCへレンタル移籍を果たした。

### ニューカッスル・ユナイテッド
2016年8月24日、ニューカッスル・ユナイテッドFCと5年契約を結んだ。ラファエル・ベニテスに重用されると、すぐにフィットし27試合に出場しプレミアリーグ復帰に貢献した。
2018年12月9日のウルヴァーハンプトン・ワンダラーズFC戦で退場処分となったが、この件に関してベニテスは審判が厳しすぎだと非難している。

### ガラタサライ
2021年2月1日、ガラタサライに2年半の契約で移籍した。

### インテル・マイアミ
2022年2月2日、インテル・マイアミCFに移籍した。

### FCシンシナティ
2024年3月4日、FCシンシナティに移籍した。

### 代表
2013年にアメリカU-20代表に選出されると、翌2014年にはユルゲン・クリンスマン監督によってアメリカ合衆国代表のA代表に選出され、2014 FIFAワールドカップにも出場した。

## プレースタイル・評価
- イェドリンは運動力とスピードを持った選手で、指導経験のあるケイレブ・ポーターも「ワールドクラス」と讃え、また、サッカーゲーム『FIFA15』でも最速選手トップ20入りするほど評価されている[要出典]。
- アメリカ代表監督のユルゲン・クリンスマンは「スパーズ（トッテナム）は、巨大な才能を手にしたと思う。彼がここにきたことに、我々はとても興奮している。W杯で分かっただろう。彼は非常に速く、素晴らしいペースを持った若者で、向上心がある」と述べ、イェドリンの才能を評価した[10]。

## 個人成績

### クラブ
2016年7月12日現在
| クラブ経歴   | クラブ経歴                    | クラブ経歴                        | リーグ | リーグ | カップ           | カップ           | リーグ杯                 | リーグ杯                 | 国際大会   | 国際大会   | 通算 | 通算 |
| シーズン     | クラブ                        | リーグ                            | 出場   | 得点   | 出場             | 得点             | 出場                     | 得点                     | 出場       | 得点       | 出場 | 得点 |
| アメリカ     | アメリカ                      | アメリカ                          | リーグ | リーグ | USオープンカップ | USオープンカップ | プレーオフ               | プレーオフ               | CONCACAF   | CONCACAF   | 通算 | 通算 |
| ------------ | ----------------------------- | --------------------------------- | ------ | ------ | ---------------- | ---------------- | ------------------------ | ------------------------ | ---------- | ---------- | ---- | ---- |
| 2012         | シアトル・サウンダーズFC U-23 | USLプレミアデベロップメントリーグ | 16     | 1      | —                | —                | 4                        | 0                        | —          | —          | 20   | 1    |
| 2013         | シアトル・サウンダーズFC      | メジャーリーグサッカー            | 31     | 1      | 0                | 0                | 2                        | 1                        | 4          | 1          | 37   | 3    |
| 2014         | シアトル・サウンダーズFC      | メジャーリーグサッカー            | 25     | 0      | 3                | 0                | 4                        | 0                        | —          | —          | 32   | 0    |
| イングランド | イングランド                  | イングランド                      | リーグ | リーグ | FAカップ         | FAカップ         | フットボールリーグカップ | フットボールリーグカップ | ヨーロッパ | ヨーロッパ | 通算 | 通算 |
| 2014–15      | トッテナム・ホットスパー      | プレミアリーグ                    | 1      | 0      | 0                | 0                | 0                        | 0                        | 0          | 0          | 1    | 0    |
| 2015–16      | サンダーランド                | プレミアリーグ                    | 23     | 0      | 1                | 0                | 1                        | 0                        | 0          | 0          | 25   | 0    |
| 通算         | アメリカ                      | アメリカ                          | 72     | 2      | 3                | 0                | 10                       | 1                        | 4          | 1          | 89   | 4    |
| 通算         | イングランド                  | イングランド                      | 24     | 0      | 1                | 0                | 1                        | 0                        | 0          | 0          | 26   | 0    |
| 総通算       | 総通算                        | 総通算                            | 96     | 2      | 4                | 0                | 11                       | 1                        | 4          | 1          | 115  | 4    |

## 代表歴

### 出場大会
- アメリカ代表
  - 2014 FIFAワールドカップ
  - 2022 FIFAワールドカップ

### 試合数
- 国際Aマッチ 81試合 0得点（2014年-）[11]

| アメリカ代表 | 国際Aマッチ | 国際Aマッチ |
| 年           | 出場        | 得点        |
| ------------ | ----------- | ----------- |
| 2014         | 10          | 0           |
| 2015         | 19          | 0           |
| 2016         | 14          | 0           |
| 2017         | 6           | 0           |
| 2018         | 8           | 0           |
| 2019         | 5           | 0           |
| 2020         | 0           | 0           |
| 2021         | 9           | 0           |
| 2022         | 6           | 0           |
| 2023         | 4           | 0           |
| 通算         | 81          | 0           |

## タイトル

### クラブ
シアトル・サウンダーズFC
- サポーターズ・シールド : 2014
- USオープンカップ :2014

ニューカッスル・ユナイテッドFC
- EFLチャンピオンシップ : 2016-17

### 個人
- アメリカサッカー最優秀ヤング・アスリート :2014